# The Love of Richard Nixon
"The Love of Richard Nixon" é uma canção da banda britânica de rock Manic Street Preachers, lançada em outubro de 2004 como o primeiro single do álbum Lifeblood, lançado no final do mesmo ano.
A música, de maior influência eletrônica que as anteriores distribuídas pelo grupo, foi lançada duas semanas após a vitória de George W. Bush nas eleições presidenciais dos Estados Unidos naquele ano e cita alguns aspectos positivos de Richard Nixon acobertados pelo caso Watergate. Em entrevista, a banda ainda traçou uma comparação ao Radiohead com relação à música e sua temática. "Se Radiohead é Kennedy, Manic Street Preachers é Nixon: o patinho feio que teve de tentar 10 vezes mais do que qualquer outra pessoa".
A música alcançou a segunda posição na UK charts.

## Faixas
CD single 1
1. "The Love of Richard Nixon" – 3:38
2. "Everyone Knows/Nobody Cares" – 4:12

CD single 2
1. "The Love of Richard Nixon" – 3:38
2. "Everything Will Be" – 5:08
3. "Askew Road" – 2:58
4. "The Love of Richard Nixon" (vídeo)

DVD
1. "The Love of Richard Nixon" (vídeo)
2. Quarantine (In My Place Of) (curta) – 3:50
3. "Voodoo Polaroids" – 3:55

## Paradas
| Parada (2004)    | Melhor posição |
| ---------------- | -------------- |
| UK Singles Chart | 2              |

Desempenho na parada do Reino Unido
| Posição | 2 | 22 |

## Ficha técnica
Banda
- James Dean Bradfield - vocais, guitarra
- Nicky Wire - baixo
- Sean Moore - bateria